# Alexander Imich
 (avril 2024).
Si vous disposez d'ouvrages ou d'articles de référence ou si vous connaissez des sites web de qualité traitant du thème abordé ici, merci de compléter l'article en donnant les références utiles à sa vérifiabilité et en les liant à la section « Notes et références ».
 (avril 2024).
La mise en forme du texte ne suit pas les recommandations de Wikipédia : il faut le « wikifier ».
Les points d'amélioration suivants sont les cas les plus fréquents :
- Les titres sont pré-formatés par le logiciel. Ils ne sont ni en capitales, ni en gras.
- Le texte ne doit pas être écrit en capitales (les noms de famille non plus), ni en gras, ni en italique, ni en « petit »…
- Le gras n'est utilisé que pour surligner le titre de l'article dans l'introduction, une seule fois.
- L'italique est rarement utilisé : mots en langue étrangère, titres d'œuvres, noms de bateaux, etc.
- Les citations ne sont pas en italique mais en corps de texte normal. Elles sont entourées par des guillemets français : « et ».
- Les listes à puces sont à éviter, des paragraphes rédigés étant largement préférés. Les tableaux sont à réserver à la présentation de données structurées (résultats, etc.).
- Les appels de note de bas de page (petits chiffres en exposant, introduits par l'outil «  Source ») sont à placer entre la fin de phrase et le point final[comme ça].
- Les liens internes (vers d'autres articles de Wikipédia) sont à choisir avec parcimonie. Créez des liens vers des articles approfondissant le sujet. Les termes génériques sans rapport avec le sujet sont à éviter, ainsi que les répétitions de liens vers un même terme.
- Les liens externes sont à placer uniquement dans une section « Liens externes », à la fin de l'article. Ces liens sont à choisir avec parcimonie suivant les règles définies. Si un lien sert de source à l'article, son insertion dans le texte est à faire par les notes de bas de page.
- La présentation des références doit suivre les conventions bibliographiques. Il est recommandé d'utiliser les modèles {{Ouvrage}}, {{Chapitre}}, {{Article}}, {{Lien web}} et/ou {{Bibliographie}}. Le mode d'édition visuel peut mettre en forme automatiquement les références.
- Insérer une infobox (cadre d'informations à droite) n'est pas obligatoire pour parachever la mise en page.

Pour une aide détaillée, merci de consulter Aide:Wikification.
Si vous pensez que ces points ont été résolus, vous pouvez retirer ce bandeau et améliorer la mise en forme d'un autre article.
Alexander Imich, né le 4 février 1903 à Częstochowa, est un scientifique et supercentenaire américano-polonais, survivant de l'Holocauste, qui fut doyen masculin de l'humanité du 24 avril 2014, date de la mort d'Arturo Licata, jusqu'à sa propre mort survenue à Manhattan le 8 juin 2014, à l'âge de 111 ans.

## Biographie
Alexander Hebert Imich est né le 4 février 1903 à Częstochowa, en Pologne. En 1939, refusant la nationalité soviétique, Imich et son épouse sont transférés dans un goulag, puis expédiés à Samarcande (en Ouzbékistan actuel). Ils seront par la suite autorisés à retourner en Pologne. En 1951, ils émigrent aux États-Unis. L'épouse d'Alexander, Wela, travaillait comme psychologue, inspirant Imich à se plonger dans la parapsychologie. Après la mort de sa femme en 1986, il a continué l'occultisme, restant actif même durant ses dernières années de vie. Il a également créé le Centre de recherche sur les phénomènes anormaux, destiné à prouver leurs réalités.
Alexander est décédé le 8 juin 2014 à Manhattan, New York, États-Unis, à l'âge de 111 ans et 124 jours,.

## Longévité
Alexander Imich devint le 13 septembre 2013, le doyen masculin des États-Unis après le décès de Salustiano Sanchez. Puis, le 24 avril 2014, à la suite du décès de l'Italien Arturo Licata, Imich devint le doyen masculin de l'humanité.
L'âge d'Alexander Imich a été validé par le Gerontology Research Group le 8 mai 2014, un mois avant son décès.

## Ligne de vie
| Âge                          | Date               | Événement                                                          |
| 9 ans, 2 mois et 10 jours    | 14 avril 1912      | Naufrage du Titanic.                                               |
| 11 ans et 6 mois             | 4 août 1914        | Début de la Première Guerre mondiale.                              |
| 29 ans, 11 mois et 26 jours  | 30 janvier 1933    | Adolf Hitler devient Chancelier.                                   |
| 36 ans, 6 mois et 28 jours   | 1er septembre 1939 | Début de la Seconde Guerre mondiale.                               |
| 49 ans et 2 jours            | 6 février 1952     | Élisabeth II accède aux trônes des royaumes du Commonwealth.       |
| 52 ans, 2 mois et 14 jours   | 18 avril 1955      | Mort d'Albert Einstein.                                            |
| 60 ans, 9 mois et 18 jours   | 22 novembre 1963   | Assassinat de John F. Kennedy.                                     |
| 65 ans et 2 mois             | 4 avril 1968       | Assassinat de Martin Luther King.                                  |
| 66 ans, 5 mois et 16 jours   | 20 juillet 1969    | Premiers pas de l'homme sur la Lune.                               |
| 73 ans, 2 mois et 17 jours   | 16 août 1977       | Décès de Elvis Presley.                                            |
| 75 ans, 8 mois et 12 jours   | 16 octobre 1978    | Élection papale de (Saint) Jean-Paul II, Karol Wojtyla.            |
| 83 ans, 2 mois et 22 jours   | 26 avril 1986      | Catastrophe nucléaire de Tchernobyl.                               |
| 86 ans, 9 mois et 5 jours    | 9 novembre 1989    | Chute du mur de Berlin.                                            |
| 87 ans, 5 mois et 29 jours   | 2 août 1990        | Début de la guerre du Golfe.                                       |
| 91 ans, 2 mois et 2 jours    | 6 avril 1994       | Début du génocide au Rwanda.                                       |
| 94 ans et 6 mois             | 4 août 1997        | Décès de Jeanne Calment, doyenne de l'humanité.                    |
| 98 ans, 7 mois et 7 jours    | 11 septembre 2001  | Attentats du World Trade Center, à New York.                       |
| 98 ans, 8 mois et 3 jours    | 7 octobre 2001     | Début de la guerre d'Afghanistan.                                  |
| 100 ans, 1 mois et 15 jours  | 19 mars 2003       | Début de la guerre d'Irak.                                         |
| 106 ans, 4 mois et 21 jours  | 25 juin 2009       | Décès de Michael Jackson.                                          |
| 107 ans, 10 mois et 13 jours | 17 décembre 2010   | Début du Printemps arabe.                                          |
| 109 ans, 3 mois et 29 jours  | 2 juin 2012        | Jubilé de diamant d'Élisabeth II.                                  |
| 109 ans, 6 mois et 21 jours  | 25 août 2012       | Décès de Neil Armstrong, premier homme à avoir marché sur la Lune. |
| 110 ans, 10 mois et 1 jour   | 5 décembre 2013    | Décès de Nelson Mandela.                                           |
| 111 ans, 2 mois et 2 jours   | 6 avril 2014       | Début de la guerre du Donbass.                                     |
| 111 ans, 2 mois et 20 jours  | 24 avril 2014      | Devient le doyen masculin de l'humanité.                           |

## Articles Connexes
- L’homme le plus âgé du monde est un survivant de l’Holocauste âgé de 111 ans.
- Doyen masculin de l'humanité.
- Article "Alexander Imich", gerontology.fandom.com.